# Peyers plack
Peyers plack är sekundära skivformiga lymfatiska organ uppkallade efter den Schweiziska 1600-tals anatomisten Johann Conrad Peyer. Peyers plack är ansamlingar av lymfatisk vävnad och återfinns vanligtvis i tarmväggen i ileum (den nedersta tunntarmsdelen) hos människan. De differentierar ileum från tolvfingertarmen (duodenum) och jejunum genom att antalet Peyers plack ökar ju längre ner i tarmen man kommer, vilket innebär att änddelen av ileum innehåller flest Peyers plack.